# Giovanni Mariotti
Giovanni Mariotti (* 10. September 1791 in Bellinzona; † 1864 ebenda, heimatberechtigt in Lugano und Bioggio) war ein Schweizer Jurist, Politiker, Tessiner Grossrat und Staatsrat.

## Biografie
Giovanni Mariotti war Sohn von Giuseppe und seiner Frau Agostina Cusa. Er heiratete Sabina Bruni. Ab 1808 studierte er Rechtswissenschaft an der Universität Pavia und schloss 1811 ab; später war er Rechtsanwalt und Notar in Bellinzona. Von 1821 bis 1842 und dann von 1852 bis 1863 war er Mitglied des Grossen Rates des Kantons Tessin (1840 Präsident). Er war Anhänger der radikalen Revolution von 1839. Richter am Appellationsgericht, wurde er 1842 zum Staatsrat gewählt; dieses Amt hatte er bis 1850 inne. In den Jahren von 1832 bis 1835, dann 1840–1842 und 1854–1864 war er auch Gemeindepräsident von Bellinzona.